# 卡尔梅内斯
卡尔梅内斯，是西班牙卡斯蒂利亚-莱昂莱昂省的一个市镇。 总面积154平方公里，2001年普查人口總數為441人，人口密度為每平方公里3人。